# 電子回路接続技能士
電子回路接続技能士（でんしかいろせつぞくぎのうし）とは、国家資格である技能検定制度の一種で、都道府県知事（問題作成等は中央職業能力開発協会、試験の実施等は都道府県職業能力開発協会）が実施する、電子回路接続に関する学科及び実技試験に合格した者をいう。
なお職業能力開発促進法により、電子回路接続技能士資格を持っていないものが電子回路接続技能士と称することは禁じられている。

## 級別
単一等級のみである。

## 実技作業試験内容（電子回路接続作業）
- 単一等級：プリント配線板に、抵抗器、コンデンサ、トランジスタ等の電子回路用部品をはんだ付けによって接続し、プリント基板の組立を行う。また、シャーシに、電線等の電子回路用部品をねじ締め、圧着及びはんだ付けによって接続し、シャーシの組立を行う。ただし、この回路は電子回路としての機能を持たないものとする。なお、環境問題からはんだ付けには、鉛フリーはんだを使用する。
- 試験時間＝3時間